# Gobel Group
Gobel Group (PT Gobel International) – indonezyjski konglomerat z siedzibą w Dżakarcie. Zajmuje się elektroniką, chemikaliami, transportem i logistyką, przemysłem spożywczym, nieruchomościami i reklamą.
Grupa powstała w 1954 roku jako PT Transistor Radio Manufacturing, a jej założycielem jest przedsiębiorca Thayeb Mohammad Gobel. Początkowo firma zajmowała się produkcją tranzystorów radiowych. W 1960 roku zawarła umowę w sprawie współpracy technicznej z Matsushita Electric Industrial Co., Ltd. (obecnie Panasonic Corporation).
Jednym z głównych produktów eksportowych tej firmy są baterie.
Gobel Group zatrudnia ok. 18 tys. osób (stan na 2021 rok).